# Obermarktpassage

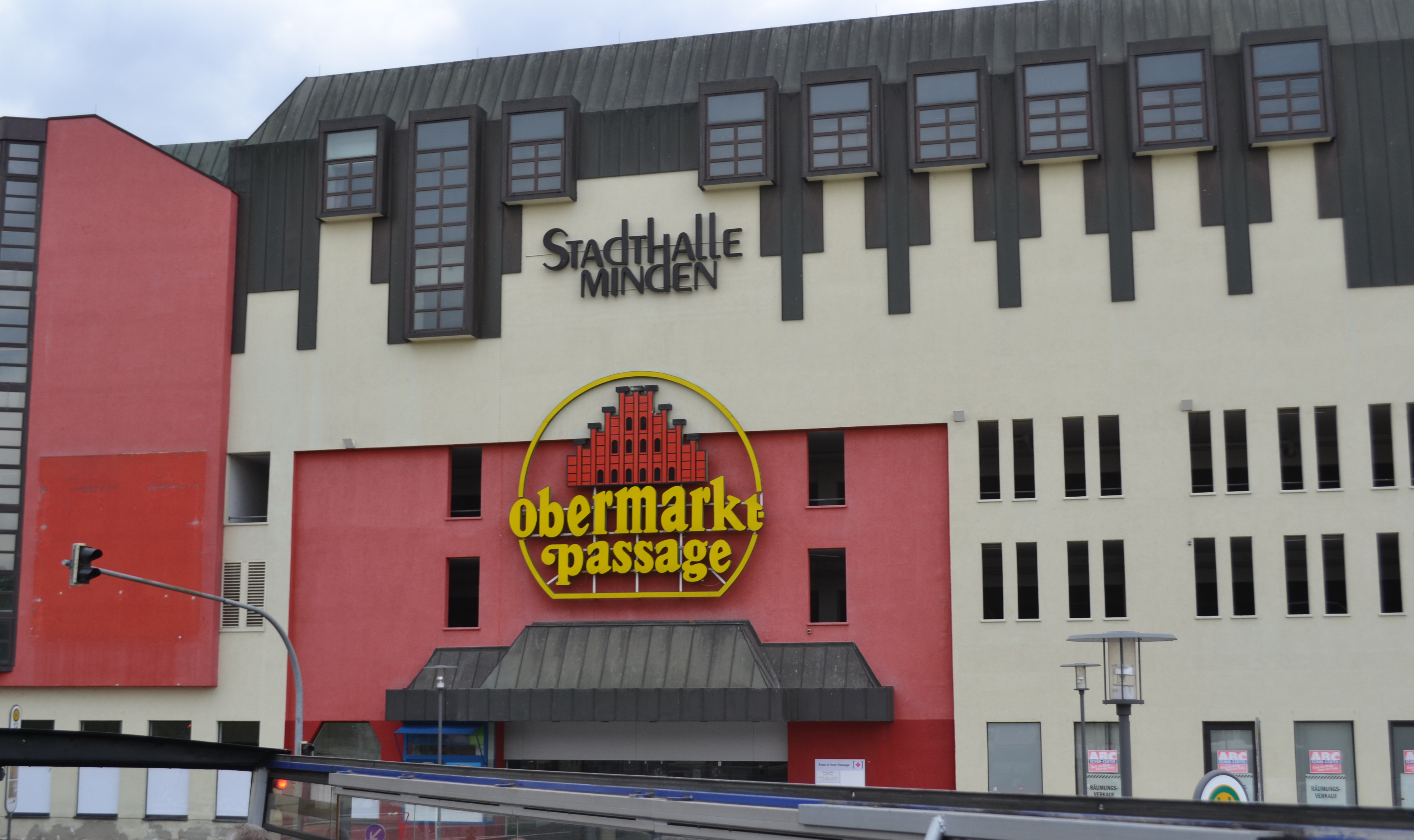
Eingang am ZOB, 2018

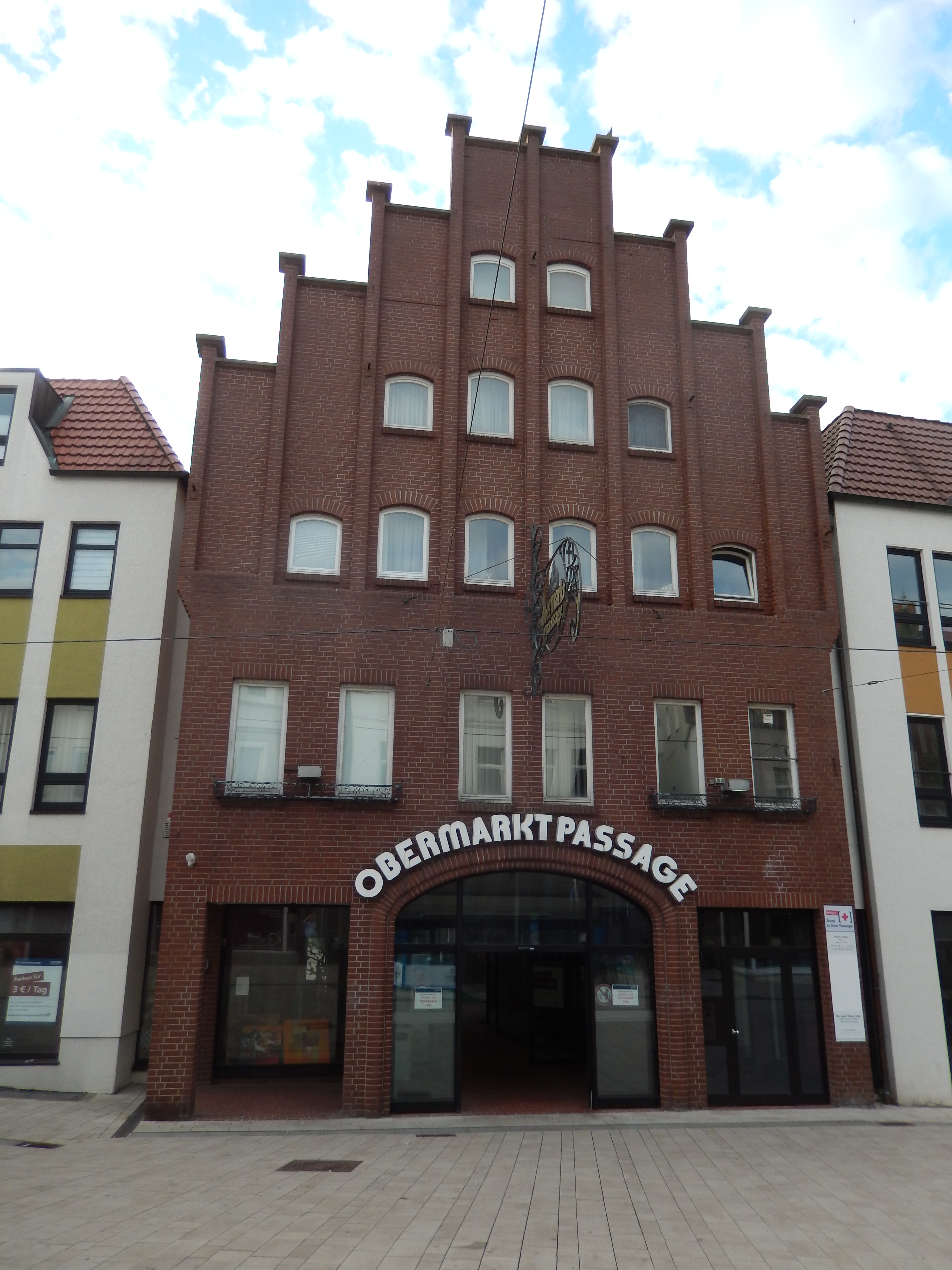
Eingang Obermarktstraße

Die Obermarktpassage war eine Einkaufspassage in der ostwestfälischen Stadt Minden in Nordrhein-Westfalen und liegt an der namensgebenden Obermarktstraße in der Innenstadt von Minden. Aktuell ist Einkaufspassage entmietet. Die Immobile wird nunmehr neu konzipiert. Sie umfasst derzeit neben der ehemaligen Stadthalle als Veranstaltungsraum ein Einkaufszentrum, mehrere ehemals an Ärzte vermietete Arztpraxen bzw. Einzelbüros sowie eine Tiefgarage und zwei zusätzliche Parkdecks mit eigener Zufahrt.

## Lage
Die Obermarktpassage liegt im südlichen Einkaufsbereich der Innenstadt Minden in einer 1B-Lage. Östlich davon liegt der Zentrale Omnibusbahnhof (ZOB). Der westliche Zugang der Obermarktpassage liegt in der Häuserfront der Obermarktstraße, einer als Fußgängerzone gestalteten Geschäftsstraße.

## Geschichte
Die Obermarktpassage wurde ab 1983 gebaut und im Frühjahr 1985 eröffnet. Zuvor war auf dem Gelände und dem östlich vorgelagerten Gelände sanierungsbedürftige historische Bebauung abgerissen worden, um Platz für die Obermarktpassage und den neuen ZOB zu schaffen. Die Obermarktpassage eröffnete mit insgesamt 40 Geschäften, fünf Arztpraxen und mehreren Büros. Über den drei Geschäftsetagen befinden sich die Stadthalle und 69 Wohnungen. Die Stadt Minden ist Eigentümerin der seit 2012 geschlossenen Stadthalle.
Der Niedergang der Immobilie mit entmieteten Geschäften und immer mehr Leerstand mitten in der Innenstadt beschäftigte über Jahre die Kommunalpolitik. Als der langjährige Ankermieter im Untergeschoss Kaufland aufgab und auszog, lag die Immobilie brach und wurde zum Schandfleck.

## Zwischennutzung als Impfzentrum
Infolge der Corona-Pandemie suchte der Kreis Minden-Lübbecke ab Januar 2022 einen zentralen Standort für ein Impfzentrum in der Mindener Innenstadt. Der Kreis Minden-Lübbecke hat beim Eigentümer der Obermarktpassage das ehemalige ABC-Schuh-Center-Geschäft in der Obermarktpassage angemietet, welches sich im Erdgeschoss befindet und vom Eingang am ZOB Minden begangen wurde. Vom 5. Februar 2022 bis zum 16. Juli 2022 wurde dort gegen Corona geimpft.

## Eigentümer
Zwischenzeitlich war die Wiesbadener Secure Eigentümer der Passage, die 2010 in Insolvenz ging. Der US-Investor Cerberus Capital Management übernahm das Eigentum an der Obermarktpassage vom Insolvenzverwalter 2013. Inzwischen wurde die Obermarktpassage im Sommer 2020 von der AIM Center GmbH aus Passau erworben, denen es gelang alle 72 Teileigentümer der Wohnungen und Praxen und die Stadt Minden als Eigentümer der Stadthalle zum Verkauf zu bewegen. Nun soll die Neuplanung aus einer Hand erfolgen.

## Einzelhandel
2009 zog in der ersten Etage das technische Kaufhaus Quelle aus, im selben Jahr schloss auch unten der Lebensmittelhändler Real. Der Lebensmittelhändler Kaufland ist im September 2010 eingezogen. Er wurde in der Zeit zum einzigen in der Innenstadt von Minden verbliebenen Lebensmittelhändler. Am 30. September 2017 schloss die Filiale, gemeinsam mit vier weiteren Läden. Im Juni 2018 wurden den letzten Einzelhändlern und Imbissen in den unteren Etagen gekündigt. Damit steht die gesamte Passage leer, die vor dem Erwerb durch die AIM Center GmbH vom Voreigentümer entmietet wurde.

## Tiefgarage
Die Tiefgarage mit 487 Plätzen wurde durch die Contipark Parkgaragengesellschaft betrieben. Sie wurde beim Neubau des benachbarten ZOB erweitert und zusätzliche Plätze unter dem ZOB ergänzt.
Dem Betreiber der Tiefgarage wurde 2018 gekündigt und die Tiefgarage geschlossen.
Im Dezember 2021 wurde die Tiefgarage durch den Pächter Mobility Hub Parkservice GmbH in Teilen wieder in Betrieb genommen.

## Zukünftige Entwicklung
Die AIM Center GmbH entwickelt derzeit ein neues Konzept zu Umbau, Sanierung und Revitalisierung der Passage, welches im Herbst 2020 den zuständigen Gremien der Stadt Minden vorgestellt wurde. Zeitgleich wird geprüft, ob im öffentlichen Interesse die Tiefgarage vorzeitig wieder in Betrieb gehen kann. Laut dem aktuellen Betreiber soll die Obermarktpassage umbenannt werden. Es sollen hier Wohnungen, ein Hotel und ein Kinocenter entstehen. Die ersten Umbauarbeiten haben im Juli 2023 begonnen.